# Казаков, Андрей Игоревич
Андрей Игоревич Казаков (род. 27 сентября 1965, Вентспилс Латвийская ССР) — российский актёр театра и кино, театральный режиссёр.

## Биография
До 9 класса учился в городе Тольятти. Окончил школу в 1981 году в городе Висагинас, Литовская ССР. Отучился один курс в БГПИ (Брестский педагогический институт им. Пушкина). 
С 1984 по 1986 год служил в армии в Витебской области (спортрота). Состоял в сборной Литвы и Белоруссии по акробатике с 1980 по 1986 год. Получил звание мастер спорта.
Переехал в Санкт-Петербург и поступил в реставрационный техникум на специальность реставратор-краснодеревщик. Работал в цирке акробатом-вольтижёром. В 1988 году переехал в Москву и поступил на актёрский факультет ГИТИСа, в мастерскую Петра Наумовича Фоменко. Преподавал актёрское мастерство в театре-студии г. Александрова и в школе С. Казарновского. В настоящее время работает в Московском театре «Мастерская Петра Фоменко».
Был женат на актрисе театра Татьяне Матюховой (Играет в РАМТ), воспитывают сына Макара. От второго брака подрастает дочь Серафима. С 2018 года в браке с Казаковой Ириной Валерьевной.

## Фильмография
- Орёл и решка (1995) — сосед Чагина в самолёте
- Прогулка (2003)
- Миф об идеальном мужчине (2005) — Андрей Ларионов
- 977 (2006) — Гоша
- Аэропорт 2 (2006) — фанат «Локомотива»
- Тёмный инстинкт (2006) — Кравченко
- Счастливы вместе
- Битвы божьих коровок (2007) — Борода
- Заповедник страха (2007) — капитан
- Медвежья охота (2007) — «Шезник»
- Муж на час (2007) — Андрей
- Учитель в законе (2007) — Виталий Салин
- Возьми меня с собой (2007) — Максим Забродин
- Ванька Грозный (2008) — Егор Будылин / Иван
- Возьми меня с собой 2 (2008) — Максим Забродин
- Монтекристо (2007—2008) — Лев Борисович Рокотов
- Пять шагов по облакам (2008) — Василий Григорьевич Подгородный
- Маргоша (2008—2010) — Серхио Гальяно, владелец издательского дома
- Папины дочки (2009)
- Сыщик Самоваров (2010) — Самоваров
- Голоса (2010) — Жихарев
- Без свидетелей (2012) — Павел
- Стальная бабочка (2012) — Николай Зайцев
- Торговый центр (телесериал) (2013) — Сергей Белецкий
- Инкассаторы (телесериал) (2012)
- Мотыльки (мини-сериал) (2013) — Майор Николай Широков
- Мама-детектив (2013) — Феликс Юсупович Лопатин, начальник управления угрозыска
- Горюнов (2013) — старший мичман Валентин Громадный, старший мичман Василий Громадный
- Невидимки (2015) — Иванов
- Ищейка (2016) — Павел Андреевич Мишин, полковник полиции, начальник УВД
- Научи меня жить (2016) — Юрий Львович Берден, главврач клиники
- Ищейка 2 (2018) — Павел Андреевич Мишин, полковник полиции, начальник УВД
- Настоящее будущее (2020) - директор завода
- Чернобыль (2021) — Сергей, пожарный
- Укрощение свекрови - 2 (2021) - Борисов
- Солнце будет завтра (2021) - Валё
- Портрет незнакомца (2021) - связной
- Перекати-поле (2020- ...)

## Театральные работы
Участвует в спектаклях:
- Война и мир. Начало романа — Пьер Безухов
- Волки и овцы — дворецкий
- Отравленная туника — Юстиниан
- Улисс — Бык Маллиган, Буян Бойлан, Терри, Цирюльник
- Руслан и Людмила — Фарлаф
- Сон в летнюю ночь — Ник Мотовило
- Чайка - Сорин
- Египетские ночи - генерал Сорохтин
- Души - Собакевич

Архивные спектакли:
- Балаганчик — Рыцарь, Третий мистик, Костя, Господин в котелке
- Безумная из Шайо (2002) — Эмиль Дюраншон
- Варвары — Монахов
- Владимир III степени — Миша, Дворецкий, Невелещагин
- Двенадцатая ночь — сэр Тоби Бэлч
- Как важно быть серьёзным — Лэйн
- Месяц в деревне — Матвей
- Приключение — Джакомо Казанова
- Таня-Таня — Иванов
- Чичиков. Мёртвые души, том второй — Вишнепокромов
- Шум и ярость — Парень, Герберт Хэд
- Три сестры — Андрей
- Амфитрион —  Амфитрион
- Носорог — Ботар

## Режиссёр
Государственный Александровский Муниципальный театр Драмы Алексея Чернобая:
- Маугли
- И жили они долго и счастливо
- Сказка о царе Салтане, о сыне его могучем и славном богатыре Гвидоне Салтановиче и о прекрасной царевне Лебеди

Государственное бюджетное учреждение культуры города Москвы „Москонцерт“ (ГБУК города Москвы «Москонцерт»)
- Левша

Самарский художественный театр
- Муха — Цокотуха

Амурский театр драмы
- Преступление и наказание

Мастерская Петра Фоменко
- новогодние спектакли - елки на сцене (с 2000 года)

## Награды
- премия им. Станиславского за роль Казановы в спектакле «Приключение», 1998;
- на XIII Московском международном фестивале рекламы был признан «Лицом года» за участие в серии рекламных роликов Nescafe «Полярники» (2003);
- Лауреат театральной премии «Чайка» в номинации «Синхронное плавание» — за актёрский ансамбль спектакля «Три сестры» (2004 г.);
- Заслуженный артист России (2005).